# Maculinea arcasoides
Maculinea arcasoides är en fjärilsart som beskrevs av Berger 1946. Maculinea arcasoides ingår i släktet Maculinea och familjen juvelvingar. Inga underarter finns listade i Catalogue of Life.